# Držečnik
Držečnik je redkejši priimek v Sloveniji, ki je ga po podatkih Statističnega urada Republike Slovenije na dan 1. januarja 2010 uporabljalo 18 oseb in je med vsemi priimki po pogostosti uporabe uvrščen na 13.741. mesto.

## Znani nosilci priimka
- Janko Držečnik (1913—2001), zdravnik kirurg
- Livija Držečnik Požar (1948—2011), zdravnica ginekologinja
- Luka Držečnik, dolgoletni predsednik Kulturnoumetniškega društva Stane Sever Ribnica na Pohorju
- Maksimilijan Držečnik (1903—1978), škof, teolog, pastoralni sociolog